# 臺灣地方行政 (刊物)

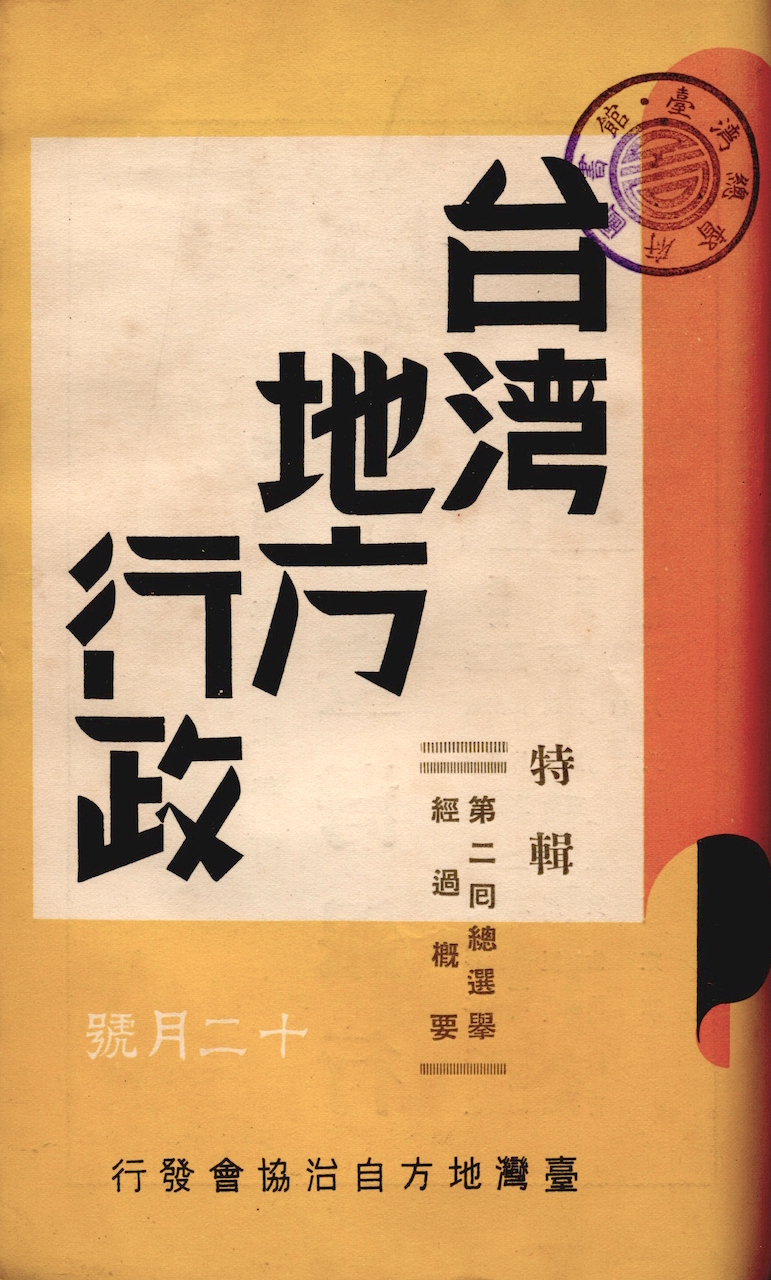
《臺灣地方行政》1939年12號「第二回總選舉經過概要特輯」封面

《臺灣地方行政》創刊於昭和10年發行至昭和18年，由臺灣地方自治協會發行。雜誌刊載有關台灣各地方的各種地方行政事務，有中央欲傳達至地方的命令或宣傳，也有地方向中央所報告的施行細節等等。包括皇民化運動的部分。
在昭和13年2月號中的〈國民精神總動員實施狀態〉，便報告台北州這一陣子以來如火如荼地進行了許多活動：像是部落振興指導講習會、中堅青年養成講習會、青年總動員訓練（唱軍歌、勤勞奉仕運動等）、參拜神社、正廳改善、木劍體操等等。昭和13年2月號上的另一篇文字則是以朝鮮志願兵為例來激勵本島人青年踴躍從軍，這顯示出當時地方行政上正在進行志願兵的招募。昭和13年3月號則有一篇文章指導本島人如何進行正廳改善，因為這是皇民化運動的一個重心，因此文章中安插了數張圖片，務求民眾在改變家中擺設時符合政府之要求。昭和10年2月的〈皇民運動下の臺灣宗教〉、昭和13年8月有關「寺廟整理」的報告以及昭和13年11月的〈寺廟整理問題〉則是地方政府另一個關心的主題，那便是將台灣人信仰中心由寺廟轉移至神社，手段則包括了：合併多間寺廟為一，甚至是直接將其廢除；並要求本島人前往神社參拜。

## 參看
- 皇民化運動